# Ilex sessiliflora
Ilex sessiliflora là một loài thực vật có hoa trong họ Aquifoliaceae. Loài này được Triana & Planch. mô tả khoa học đầu tiên năm 1872.